# Henry William Newlands

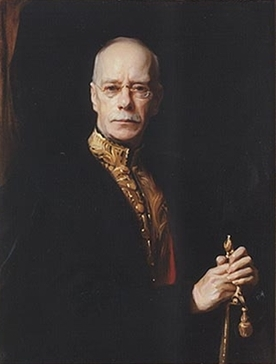
Henry William Newlands

Henry William Newlands (* 19. März 1862 in Dartmouth, Nova Scotia; † 9. August 1954 in St. Thomas, Ontario) war ein kanadischer Richter und Politiker. Im Jahr 1902 war er der Kommissar des Yukon Territoriums und von 1921 bis 1931 Vizegouverneur der Provinz Saskatchewan.

## Biografie
Nach Abschluss des Rechtsstudiums zog Newlands im Jahr 1883 zunächst nach Winnipeg in der Provinz Manitoba, zwei Jahre später nach Prince Albert in den damaligen Nordwest-Territorien, wo er eine Kanzlei eröffnete. 1897 stellte er sich in den Dienst der Territorialregierung in Regina und war als Inspektor der Grundstücksverwaltung tätig, welche den neu eintreffenden Einwanderern Landwirtschaftsland vermittelte.
1904 wurde Newlands in den Obersten Gerichtshof der Nordwest-Territorien berufen, 1907 in jenen der Provinz Saskatchewan. 1920 wechselte er an das Appellationsgericht der Provinz. Generalgouverneur Lord Devonshire vereidigte Newlands am 18. Februar 1921 als Vizegouverneur von Saskatchewan. Dieses repräsentative Amt übte er bis zum 30. März 1931 aus.